# Studio Éclipse
Pour les articles homonymes, voir Éclipse (homonymie).

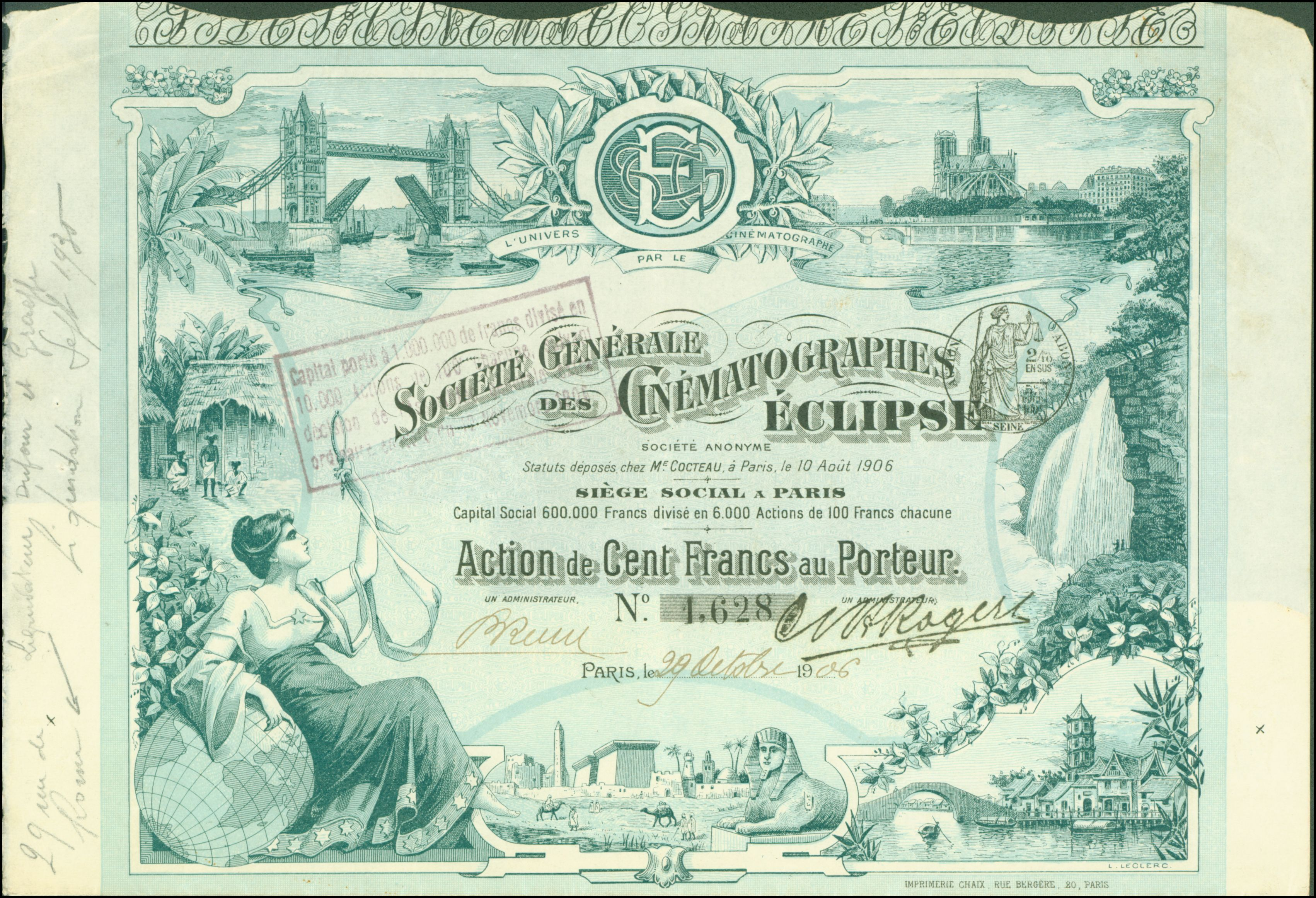
Action de la Société Générale des Cinématographes Eclipse en date du 29 octobre 1906

Le Studio Éclipse (Société Générale des Cinématographes Eclipse), est une société de production constituée le 30 août 1906 sous la tutelle de George Rogers. Elle est tout d'abord filiale de la Charles Urban Trading Cie qu'elle rachète en 1906. C'est le premier studio de cinéma construit à Boulogne-Billancourt, au 32 rue de la Tourelle.
Réjane, Sarah Bernhardt, Sacha Guitry, René Hervil ou Yvonne Printemps y ont tourné des films.
La société produit plusieurs séries dont une série policière : Nat Pinkerton (personnage incarné par Pierre Bressol).
Il a cessé ses activités au début de la Première Guerre mondiale.